# ماريا ريفاس
ماريا ريفاس (بالإسبانية: María Rivas)‏ هي ممثلة مكسيكية، ولدت في 21 أغسطس 1931 في ريباس دي فريسير في إسبانيا، وتوفيت في 14 يناير 2013 في مدينة مكسيكو في المكسيك.

## وصلات خارجية
- ماريا ريفاس على موقع IMDb (الإنجليزية)
- ماريا ريفاس على موقع أول موفي (الإنجليزية)
- ماريا ريفاس على موقع قاعدة بيانات الفيلم (الإنجليزية)
- ماريا ريفاس على موقع كينوبويسك (الروسية)